# 南インド料理

南インドの地図

南インド料理（みなみインドりょうり、ヒンディー語: दक्षिण भारतीय व्यंजन）とは、インド南部で食べられている料理。インド南部とはデカン半島南部に位置する、アーンドラ・プラデシュ州、カルナータカ州、ケーララ州、タミルナードゥ州とラクシャディープ諸島とポンディシェリの連邦直轄領を指す。

## 主な特徴
インド国内で料理のスタイルや味付けは、地域によってまったく異なる。特に南北での違いは顕著で、気候、宗教の違いが影響している。南インド料理の主な特徴として以下が挙げられる。
- 基本的に野菜中心、バターなどの動物性脂肪もほとんど使わないため、ヘルシーですっきりな味わいである[4]。

- 南インドで採れる胡椒やカルダモンを取り入れた味付けから辛めでさっぱりとした味付けが多い[3]。
- スパイスとココナツミルクを用いた味付けの料理が特徴である[3]。
- 南インドは米を主食としており、米から作られたスナックも親しまれている[3]。
- 手で食べる文化が根強く、バナナの葉を皿にして用いることも多い[3]。バナナの葉にカレーやおかずをもったものをミールスといい、日本で言う定食セットのような意味がある[4]。

## 使われるスパイス
以下のスパイスが、主に南インド独特の味を構成している。
- カリーリーフ(ナンヨウザンショウ)：ハーブの一種で独特の芳香が特徴。熱した油に入れて香りを移したものを料理に用いる[3]。

- ヒーング(アサフェティタ)：固まった樹液を粉にしたもので、硫化物を含んでいる。料理に少量用いることで味に深みが出る[3]。

- ココナツミルク：鮮度の高いココナツの胚乳からとる[3]。

## 主食
南インドでは米を主食としており、丸く、粘り気の強い米が好まれている。インドで主流の米はバスマティ米である。バスマティ米は元々インドとパキスタンで栽培されていた長粒米の品種であり、ナッツのような香りがし、少しスパイシーな風味と香りが特徴である。マグネシウムやビタミンB、抗酸化成分が豊富に含まれており、健康的な米として知られている。

## 料理
- プットゥ：紫色や赤色をした米を粉にして、ロール状に成型して蒸したもの[3]。
- イディアッパン：紫色や赤色をした米を粉にして、麵状に絞って蒸したもの[3]。
- イドゥリー：一晩水につけた米とウラドマメ(ケツルアズキ)を水に浸して発酵させ、まるい型に入れて蒸したもの[3]。やや酸味のある蒸しパンのようなもの[6]。
- ドーサ：一晩水につけた米とウラドマメ(ケツルアズキ)を発酵させ、薄くクレープのようにパリパリに焼いたもの[3]。
- レモンライス：コリアンダーシードを始めとしたスパイスとピーナッツを炒めてレモン果汁と米を加えてよく混ぜたもの[6]。
- ネロレ・チュパ・プルス：魚とトマトのカレーで、辛味だけでなく酸味があるのが特徴[6]。
- コリ・ガシ：スパイシーなレッドチリとココナツミルクを組み合わせたチキンカレー[6]。

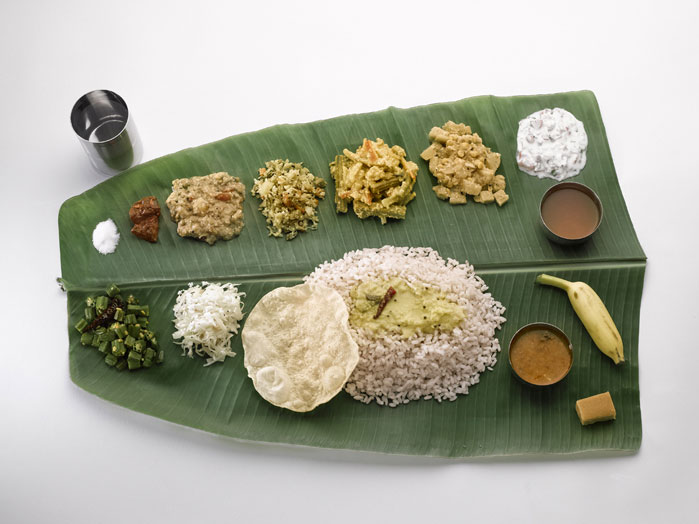
バナナの葉に盛り付けられた南インド料理
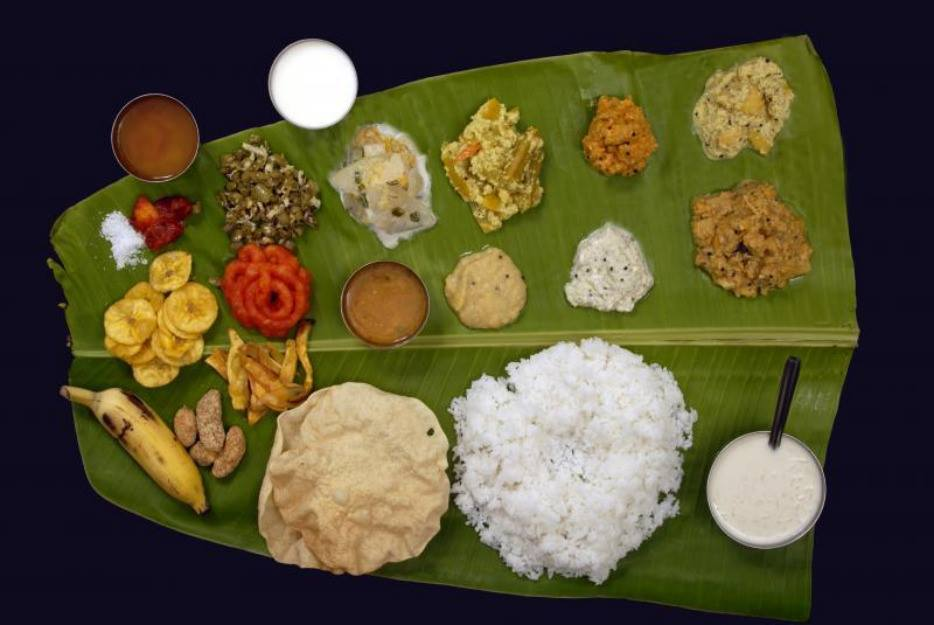
バナナの葉に盛り付けられたインド料理
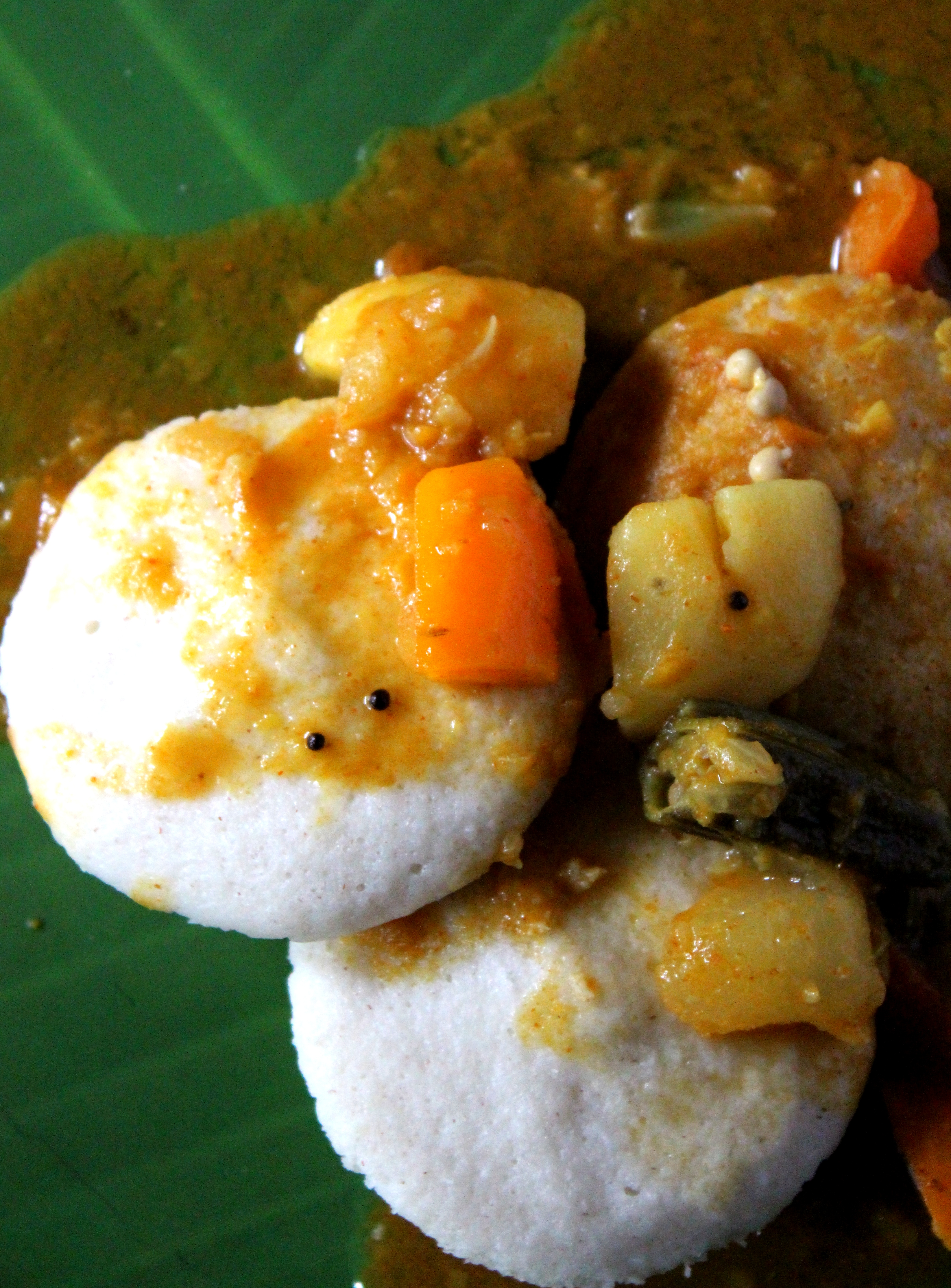
イドゥリーと果物のソース
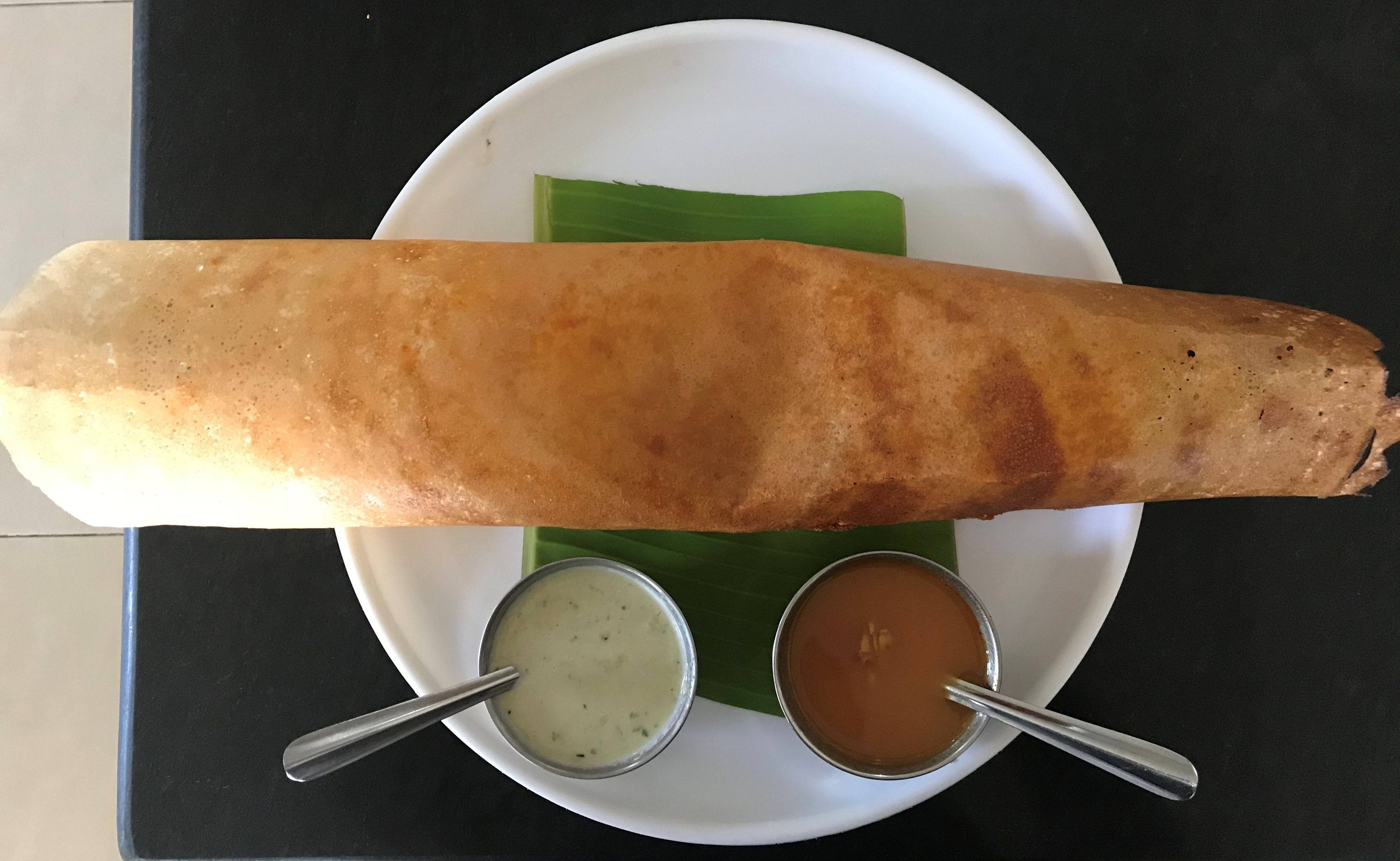
ドーサー